# Glándula de Nasonov

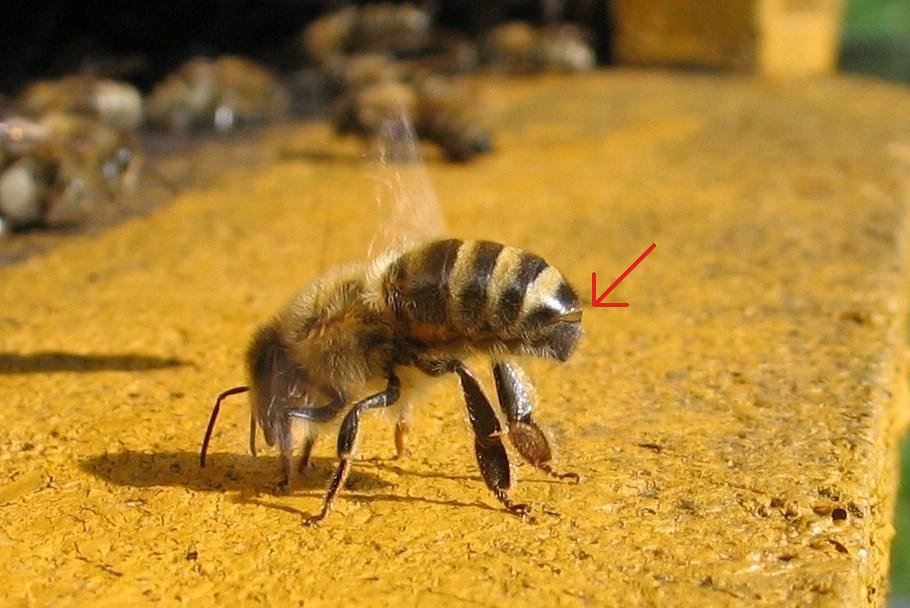
Glándula de Nasonov en el extremo del abdomen de una abeja doméstica.

La glándula de  Nasonov de la abeja doméstica produce una feromona para reclutar obreras. Sirve para atraer obreras que han perdido el camino de regreso a la colmena. También sirve para guiar a otras abejas a una fuente de agua. La glándula está en la parte dorsal del abdomen. Su abertura está en la base del último segmento (terguito) abdominal, en el extremo del abdomen.
Fue descrita originalmente por el zoólogo ruso Nikolai Nasonov en febrero de 1939.  Nasonov creía que la glándula tenía la función de transpiración; Frederick William Lambert Sladen (1876 - 1921) de Inglaterra fue el primero en proponer que la glándula producía una feromona, en 1901.